# 아말리아 홀름
아말리아 홀름(1995년 4월 9일 ~)은 스웨덴의 배우다. 2013년 영화 “숨겨진 아이”로 데뷔했다.